# Tercera ronda de la clasificación de CAF para la Copa Mundial de Fútbol de 2018
La Tercera ronda de la clasificación de CAF para la Copa Mundial de Fútbol de 2018 fue la etapa final del torneo clasificatorio de la Confederación Africana de Fútbol (CAF) que determinó a los cinco representantes de esta confederación en la Copa Mundial de Fútbol de 2018.

## Equipos participantes
En la tercera ronda participaron las 20 selecciones que resultaron ganadoras de sus series en la ronda anterior.

### Sorteo
El sorteo se realizó el 24 de junio de 2016 en la sede de la CAF en El Cairo, Egipto. Las 20 selecciones involucradas fueron distribuidas en cuatro bombos con cinco equipos cada uno de acuerdo a su ubicación en un ranking FIFA especial publicado el 8 de junio de 2016 que solo implicaba a las selecciones africanas con la finalidad de incluir los partidos de la Clasificación para la Copa Africana de Naciones de 2017 que se jugaron entre el 3 y 5 de junio de 2016. Las posiciones de algunas selecciones en este ranking diferían de las presentadas en el ranking FIFA oficial correspondiente al mes de junio que había sido publicado el día 2 de aquel mes.
La decisión de la FIFA y la CAF de utilizar un ranking especial originó que algunas selecciones tengan que cambiar su posición en los bombos en caso de haberse usado el ranking FIFA del 2 de junio, por ejemplo, Nigeria y Mali pasaban del bombo 3 al 2 mientras que Camerún y Guinea pasaban al bombo 3 en reemplazo de las dos anteriores, por su parte, Egipto pasaba del bombo uno al dos y era reemplazado por Túnez en el bombo 1. Precisamente, la Federación Egipcia de Fútbol realizó un reclamo formal al presidente de la FIFA Gianni Infantino por considerarse perjudicado con esa decisión y pidió que se respete la conformación de los bombos usando el ranking del 2 de junio amparado por el reglamento del torneo. Ante las protestas de los equipos perjudicados la FIFA anunció mediante una carta que un nuevo ranking especial sería publicado el 21 de junio, sin embargo, el 22 de junio la FIFA reafirmó que la distribución de las selecciones en los bombos sea en base al ranking especial del 8 de junio de 2016 considerando nula y sin valor la carta que días antes había enviado a las 20 asociaciones de fútbol que participará en la tercera ronda.
| Bombo 1                                                              | Bombo 2                                                                            | Bombo 3                                                           | Bombo 4                                                          |
| -------------------------------------------------------------------- | ---------------------------------------------------------------------------------- | ----------------------------------------------------------------- | ---------------------------------------------------------------- |
| Argelia (31) Costa de Marfil (34) Ghana (36) Senegal (40) Túnez (45) | Cabo Verde (46) Egipto (47) Rep. Democrática del Congo (49) Nigeria (57) Malí (58) | Camerún (59) Marruecos (60) Guinea (62) Sudáfrica (66) Congo (67) | Uganda (69) Burkina Faso (71) Zambia (83) Gabón (88) Libia (115) |

El procedimiento del sorteo fue el siguiente:
- Además de los cuatro bombos que contenían a los equipos se implementaron cuatro bombos más cada uno con cuatro bolillas, numeradas del uno al cuatro, que fueron utilizadas para determinar la posición exacta de los equipos en los grupos en los que quedaron sorteados.
- En primer lugar se sortearon los equipos del bombo 4, el equipo de la primera bolilla sorteada fue asignado al grupo A y su posición en el grupo (para efectos del calendario) fue determinada por una bolilla del bombo auxiliar correspondiente al grupo A. El segundo, tercer, cuarto y quinto equipo sorteados del bombo 4 fueron asignados a los grupos B, C, D y E respectivamente y su posición en el grupo fue determinada del mismo modo anterior.
- La misma mecánica anterior se aplicó para sortear los equipos de los bombos 3, 2 y 1 en ese estricto orden hasta completar las 4 selecciones en los cinco grupos, el orden de los equipos sorteados también se determinaron usado las cuatro bolillas de los bombos auxiliares correspondientes a los grupos B, C, D y E respectivamente.

De esta manera quedaron conformados los 5 grupos de la tercera ronda.

## Formato de competición
En la tercera ronda las 20 selecciones participantes son divididas en 5 grupos de 4 equipos, cada equipo juega dos veces contra los 3 rivales de su grupo en partidos de local y visitante con un sistema de todos contra todos, los equipos son clasificados en los grupos según los puntos obtenidos los cuales son otorgados de la siguiente manera:
- 3 puntos por partido ganado.
- 1 punto por partido empatado.
- 0 puntos por partido perdido.

Si dos o más equipos culminan sus partidos empatados en puntos se aplican los siguientes criterios de desempate (de acuerdo a los artículos 20.6 y 20.7 del reglamento de la competición preliminar de la Copa Mundial de la FIFA 2018):
- Mejor diferencia de gol en todos los partidos de grupo.
- Mayor cantidad de goles marcados en todos los partidos de grupo.
- Mayor cantidad de puntos obtenidos en los partidos entre los equipos en cuestión.
- Mejor diferencia de gol resultado de los partidos entre los equipos en cuestión.
- Mayor cantidad de goles marcados en los partidos entre los equipos en cuestión.
- Mayor cantidad de goles marcados en condición de visitante (si el empate es solo entre dos equipos).
- Bajo la aprobación de la Comisión Organizadora de la FIFA, un partido de desempate en un campo neutral con un tiempo extra de dos periodos de 15 minutos y tiros desde el punto penal si fuese necesario.

Al término de todos los partidos clasifican a la Copa Mundial de Fútbol de 2018 los primeros lugares de cada grupo.

## Resultados
- Las horas indicadas corresponden al huso horario local de la ciudad sede de cada partido.

     – Clasificados a la Copa Mundial de Fútbol de 2018

### Grupo A
| Selección | Pts. | PJ | PG | PE | PP | GF | GC | Dif |
| --------- | ---- | -- | -- | -- | -- | -- | -- | --- |
| Túnez     | 14   | 6  | 4  | 2  | 0  | 11 | 4  | +7  |
| RD Congo  | 13   | 6  | 4  | 1  | 1  | 14 | 7  | +7  |
| Libia     | 4    | 6  | 1  | 1  | 4  | 4  | 10 | -6  |
| Guinea    | 3    | 6  | 1  | 0  | 5  | 6  | 14 | -8  |

| 8 de octubre de 2016 | RD Congo                                            | 4:0 (2:0)                | Libia | Estadio de los Mártires, Kinsasa                            |                                                             |
| 18:30 UTC+1          | Mbokani 6' 57' · Bolingi 45'+2' · Ndombe Mubele 68' | FIFA Reporte CAF Reporte |       | Asistencia: 71 000 espectadores Árbitro(s): Mahamadou Keita | Asistencia: 71 000 espectadores Árbitro(s): Mahamadou Keita |

| 9 de octubre de 2016 | Túnez                          | 2:0 (0:0)                | Guinea | Stade Mustapha Ben Jannet, Monastir                          |                                                              |
| 18:00 UTC+1          | Abdennour 58' · Ben-Hatira 79' | FIFA Reporte CAF Reporte |        | Asistencia: 6000 espectadores Árbitro(s): Thierry Nkurunziza | Asistencia: 6000 espectadores Árbitro(s): Thierry Nkurunziza |

| 11 de noviembre de 2016 | Libia | 0:1 (0:0)                | Túnez             | Stade Omar Hamadi, Alger (Argelia)                      |                                                         |
| 20:00 UTC+1             |       | FIFA Reporte CAF Reporte | Khazri 50' (pen.) | Asistencia: 6000 espectadores Árbitro(s): Davies Omweno | Asistencia: 6000 espectadores Árbitro(s): Davies Omweno |

| 13 de noviembre de 2016 | Guinea            | 1:2 (1.0)                | RD Congo                 | Estadio del 28 de Septiembre, Conakri                   |                                                         |
| 17:30 UTC±0             | Soumah 23' (pen.) | FIFA Reporte CAF Reporte | Kebano 54' · Bolasie 57' | Asistencia: 30 000 espectadores Árbitro(s): Sidi Alioum | Asistencia: 30 000 espectadores Árbitro(s): Sidi Alioum |

| 31 de agosto de 2017 | Guinea                                                | 3:2 (2:0)                | Libia                  | Estadio del 28 de Septiembre, Conakri                           |                                                                 |
| 17:00 UTC±0          | N. Keita 7' · Demba Camara 22' · Alk. Bangoura 90'+3' | FIFA Reporte CAF Reporte | Sabbou 87' · Zuway 88' | Asistencia: 13 750 espectadores Árbitro(s): Hassan Mohamed Hagi | Asistencia: 13 750 espectadores Árbitro(s): Hassan Mohamed Hagi |

| 1 de septiembre de 2017 | Túnez                            | 2:1 (1:1)                | RD Congo    | Estadio Olímpico de Radès, Radès                               |                                                                |
| 21:00 UTC+1             | Merieh 18' (pen.) · Chaaleli 47' | FIFA Reporte CAF Reporte | Bakambu 43' | Asistencia: 30 000 espectadores Árbitro(s): Eric Otogo-Castane | Asistencia: 30 000 espectadores Árbitro(s): Eric Otogo-Castane |

| 4 de septiembre de 2017 | Libia       | 1:0 (1:0)                | Guinea | Stade Mustapha Ben Jannet, Monastir (Túnez)              |                                                          |
| 20:00 UTC+1             | Mohamed 36' | FIFA Reporte CAF Reporte |        | Asistencia: 1500 espectadores Árbitro(s): Abou Coulibaly | Asistencia: 1500 espectadores Árbitro(s): Abou Coulibaly |

| 5 de septiembre de 2017 | RD Congo                | 2:2 (1:0)                | Túnez                       | Estadio de los Mártires, Kinsasa                           |                                                            |
| 18:30 UTC+1             | Mbemba 10' · M'Poku 47' | FIFA Reporte CAF Reporte | Moke 77' (a.g.) · Badri 78' | Asistencia: 80 000 espectadores Árbitro(s): Daniel Bennett | Asistencia: 80 000 espectadores Árbitro(s): Daniel Bennett |

| 7 de octubre de 2017 | Guinea       | 1:4 (1:1)                | Túnez                             | Estadio del 28 de Septiembre, Conakri                     |                                                           |
| 17:00 UTC±0          | N. Keïta 36' | FIFA Reporte CAF Reporte | Msakni 45' 74' 90' · Ben Amor 83' | Asistencia: 12 000 espectadores Árbitro(s): Janny Sikazwe | Asistencia: 12 000 espectadores Árbitro(s): Janny Sikazwe |

| 7 de octubre de 2017 | Libia         | 1:2 (0:0)                | RD Congo                        | Stade Mustapha Ben Jannet, Monastir (Túnez)              |                                                          |
| 18:00 UTC+1          | Elmusrati 68' | FIFA Reporte CAF Reporte | Bakambu 50' · Ndombe Mubele 74' | Asistencia: 750 espectadores Árbitro(s): Malang Diedhiou | Asistencia: 750 espectadores Árbitro(s): Malang Diedhiou |

| 11 de noviembre de 2017 | RD Congo                                                  | 3:1 (0:0)                | Guinea           | Estadio de los Mártires, Kinsasa |                         |
| 18:30 UTC+1             | Sidibé 61' (a.g.) · Bolingi 90'+2' (pen.) · Kebano 90'+3' | FIFA Reporte CAF Reporte | Keita Junior 71' | Árbitro(s): Sidi Alioum          | Árbitro(s): Sidi Alioum |

| 11 de noviembre de 2017 | Túnez | 0:0                      | Libia | Estadio Olímpico de Radès, Radès |                                 |
| 18:30 UTC+1             |       | FIFA Reporte CAF Reporte |       | Árbitro(s): Hamada Nampiandraza  | Árbitro(s): Hamada Nampiandraza |

### Grupo B
| Selección | Pts. | PJ | PG | PE | PP | GF | GC | Dif |
| --------- | ---- | -- | -- | -- | -- | -- | -- | --- |
| Nigeria   | 14   | 6  | 4  | 2  | 0  | 12 | 4  | +8  |
| Zambia    | 8    | 6  | 2  | 2  | 2  | 8  | 7  | +1  |
| Camerún   | 7    | 6  | 1  | 4  | 1  | 7  | 9  | -2  |
| Argelia   | 2    | 6  | 0  | 2  | 4  | 4  | 11 | -7  |

| 9 de octubre de 2016 | Zambia      | 1:2 (0:2)                | Nigeria                   | Estadio Levy Mwanawasa, Ndola                            |                                                          |
| 14:30 UTC+2          | Mbesuma 71' | FIFA Reporte CAF Reporte | Iwobi 33' · Iheanacho 43' | Asistencia: 38 000 espectadores Árbitro(s): Ghead Grisha | Asistencia: 38 000 espectadores Árbitro(s): Ghead Grisha |

| 9 de octubre de 2016 | Argelia    | 1:1 (1:1)                | Camerún       | Stade Mustapha Tchaker, Blida                              |                                                            |
| 20:30 UTC+1          | Soudani 7' | FIFA Reporte CAF Reporte | Moukandjo 24' | Asistencia: 35 000 espectadores Árbitro(s): Daniel Bennett | Asistencia: 35 000 espectadores Árbitro(s): Daniel Bennett |

| 12 de noviembre de 2016 | Camerún                 | 1:1 (1:1)                | Zambia      | Estadio Limbe, Limbe                                        |                                                             |
| 16:00 UTC+1             | Aboubakar 45'+3' (pen.) | FIFA Reporte CAF Reporte | Mbesuma 34' | Asistencia: 12 000 espectadores Árbitro(s): Malang Diedhiou | Asistencia: 12 000 espectadores Árbitro(s): Malang Diedhiou |

| 12 de noviembre de 2016 | Nigeria                      | 3:1 (2:0)                | Argelia      | Estadio Internacional Godswill Akpabio, Uyo                |                                                            |
| 17:00 UTC+1             | Moses 24' 90'+1' · Mikel 41' | FIFA Reporte CAF Reporte | Bentaleb 66' | Asistencia: 28 000 espectadores Árbitro(s): Bakary Gassama | Asistencia: 28 000 espectadores Árbitro(s): Bakary Gassama |

| 1 de septiembre de 2017 | Nigeria                                            | 4:0 (2:0)                | Camerún | Estadio Internacional Godswill Akpabio, Uyo              |                                                          |
| 17:00 UTC+1             | Ighalo 29' · Mikel 43' · Moses 56' · Iheanacho 76' | FIFA Reporte CAF Reporte |         | Asistencia: 27 000 espectadores Árbitro(s): Ghead Grisha | Asistencia: 27 000 espectadores Árbitro(s): Ghead Grisha |

| 2 de septiembre de 2017 | Zambia                   | 3:1 (2:0)                | Argelia     | Estadio Héroes Nacionales, Lusaka                                      |                                                                        |
| 15:00 UTC+2             | Mwila 6' 32' · Mwepu 88' | FIFA Reporte CAF Reporte | Brahimi 54' | Asistencia: 51 000 espectadores Árbitro(s): Helder Martins de Carvalho | Asistencia: 51 000 espectadores Árbitro(s): Helder Martins de Carvalho |

| 4 de septiembre de 2017 | Camerún              | 1:1 (0:1)                | Nigeria   | Stade Ahmadou Ahidjo, Yaundé                               |                                                            |
| 18:00 UTC+1             | Aboubakar 74' (pen.) | FIFA Reporte CAF Reporte | Simon 30' | Asistencia: 38 136 espectadores Árbitro(s): Bakary Gassama | Asistencia: 38 136 espectadores Árbitro(s): Bakary Gassama |

| 5 de septiembre de 2017 | Argelia | 0:1 (0:0)                | Zambia   | Stade Mohamed Hamlaoui, Constantina                         |                                                             |
| 20:30 UTC+1             |         | FIFA Reporte CAF Reporte | Daka 66' | Asistencia: 35 000 espectadores Árbitro(s): Mahamadou Keita | Asistencia: 35 000 espectadores Árbitro(s): Mahamadou Keita |

| 7 de octubre de 2017 | Nigeria   | 1:0 (0:0)                | Zambia | Estadio Internacional Godswill Akpabio, Uyo              |                                                          |
| 17:00 UTC+1          | Iwobi 73' | FIFA Reporte CAF Reporte |        | Asistencia: 80 000 espectadores Árbitro(s): Joshua Bondo | Asistencia: 80 000 espectadores Árbitro(s): Joshua Bondo |

| 7 de octubre de 2017 | Camerún                | 2:0 (1:0)                | Argelia | Stade Ahmadou Ahidjo, Yaundé                                 |                                                              |
| 17:00 UTC+1          | N'Jie 25' · Pangop 88' | FIFA Reporte CAF Reporte |         | Asistencia: 35 000 espectadores Árbitro(s): Youssef Essrayri | Asistencia: 35 000 espectadores Árbitro(s): Youssef Essrayri |

| 10 de noviembre de 2017 | Argelia            | 1:1 (0:0)                | Nigeria | Stade Mohamed Hamlaoui, Constantina |                                |
| 20:30 UTC+1             | Brahimi 88' (pen.) | FIFA Reporte CAF Reporte | Ogu 63' | Árbitro(s): Eric Otogo-Castane      | Árbitro(s): Eric Otogo-Castane |

| 11 de noviembre de 2017 | Zambia               | 2:2 (1:1)                | Camerún                          | Estadio Levy Mwanawasa, Ndola |                            |
| 15:00 UTC+2             | Daka 26' · Mwila 64' | FIFA Reporte CAF Reporte | Zambo Anguissa 31' · Yaya 90'+1' | Árbitro(s): Rédouane Jiyed    | Árbitro(s): Rédouane Jiyed |

### Grupo C
| Selección       | Pts. | PJ | PG | PE | PP | GF | GC | Dif |
| --------------- | ---- | -- | -- | -- | -- | -- | -- | --- |
| Marruecos       | 12   | 6  | 3  | 3  | 0  | 11 | 0  | +11 |
| Costa de Marfil | 8    | 6  | 2  | 2  | 2  | 7  | 5  | +2  |
| Gabón           | 6    | 6  | 1  | 3  | 2  | 2  | 7  | -5  |
| Malí            | 4    | 6  | 0  | 4  | 2  | 1  | 9  | -8  |

| 8 de octubre de 2016 | Gabón | 0:0                      | Marruecos | Stade de Franceville, Franceville                               |                                                                 |
| 16:00 UTC+1          |       | FIFA Reporte CAF Reporte |           | Asistencia: 18 000 espectadores Árbitro(s): Hamada Nampiandraza | Asistencia: 18 000 espectadores Árbitro(s): Hamada Nampiandraza |

| 8 de octubre de 2016 | Costa de Marfil                                     | 3:1 (3:1)                | Malí            | Estadio Bouaké, Bouaké                                   |                                                          |
| 18:00 UTC±0          | Kodjia 26' · S. Coulibaly 31' (a.g.) · Gervinho 34' | FIFA Reporte CAF Reporte | S. Yatabaré 18' | Asistencia: 22 000 espectadores Árbitro(s): Joshua Bondo | Asistencia: 22 000 espectadores Árbitro(s): Joshua Bondo |

| 12 de noviembre de 2016 | Malí | 0:0                      | Gabón | Estadio del 26 de Marzo, Bamako                           |                                                           |
| 18:30 UTC±0             |      | FIFA Reporte CAF Reporte |       | Asistencia: 25 000 espectadores Árbitro(s): Janny Sikazwe | Asistencia: 25 000 espectadores Árbitro(s): Janny Sikazwe |

| 12 de noviembre de 2016 | Marruecos | 0:0                      | Costa de Marfil | Estadio de Marrakech, Marrakech                             |                                                             |
| 20:00 UTC±0             |           | FIFA Reporte CAF Reporte |                 | Asistencia: 40 000 espectadores Árbitro(s): Bernard Camille | Asistencia: 40 000 espectadores Árbitro(s): Bernard Camille |

| 1 de septiembre de 2017 | Marruecos                                                                  | 6:0 (2:0)                | Malí | Estadio Moulay Abdellah, Rabat                          |                                                         |
| 21:00 UTC+1             | Ziyech 19' (pen.) 60' · Boutaïb 27' · Hakimi 72' · Belhanda 80' · Mahi 88' | FIFA Reporte CAF Reporte |      | Asistencia: 42 000 espectadores Árbitro(s): Sidi Alioum | Asistencia: 42 000 espectadores Árbitro(s): Sidi Alioum |

| 2 de septiembre de 2017 | Gabón | 0:3 (0:0)                | Costa de Marfil                     | Stade d'Angondjé, Libreville                                      |                                                                   |
| 17:00 UTC+1             |       | FIFA Reporte CAF Reporte | Gradel 53' · Doumbia 77' 83' (pen.) | Asistencia: 23 000 espectadores Árbitro(s): Bamlak Tessema Weyesa | Asistencia: 23 000 espectadores Árbitro(s): Bamlak Tessema Weyesa |

| 5 de septiembre de 2017 | Costa de Marfil | 1:2 (1:0)                | Gabón                 | Estadio Bouaké, Bouaké                                      |                                                             |
| 17:30 UTC±0             | Cornet 58'      | FIFA Reporte CAF Reporte | Méyé 20' · Lemina 30' | Asistencia: 12 948 espectadores Árbitro(s): Malang Diedhiou | Asistencia: 12 948 espectadores Árbitro(s): Malang Diedhiou |

| 5 de septiembre de 2017 | Malí | 0:0                      | Marruecos | Estadio del 26 de Marzo, Bamako                                 |                                                                 |
| 19:00 UTC±0             |      | FIFA Reporte CAF Reporte |           | Asistencia: 20 000 espectadores Árbitro(s): Hamada Nampiandraza | Asistencia: 20 000 espectadores Árbitro(s): Hamada Nampiandraza |

| 6 de octubre de 2017 | Malí | 0:0                      | Costa de Marfil | Estadio del 26 de Marzo, Bamako                                      |                                                                      |
| 19:00 UTC±0          |      | FIFA Reporte CAF Reporte |                 | Asistencia: 8960 espectadores Árbitro(s): Hélder Martins de Carvalho | Asistencia: 8960 espectadores Árbitro(s): Hélder Martins de Carvalho |

| 7 de octubre de 2017 | Marruecos           | 3:0 (1:0)                | Gabón | Estadio Mohammed V, Casablanca                           |                                                          |
| 20:00 UTC+1          | Boutaïb 38' 56' 71' | FIFA Reporte CAF Reporte |       | Asistencia: 45 000 espectadores Árbitro(s): Victor Gomes | Asistencia: 45 000 espectadores Árbitro(s): Victor Gomes |

| 11 de noviembre de 2017 | Costa de Marfil | 0:2 (0:2)                | Marruecos               | Estadio Houphouët-Boigny, Abiyán |                            |
| 17:30 UTC±0             |                 | FIFA Reporte CAF Reporte | Dirar 25' · Benatia 30' | Árbitro(s): Bakary Gassama       | Árbitro(s): Bakary Gassama |

| 11 de noviembre de 2017 | Gabón | 0:0                      | Malí | Stade de Franceville, Franceville |                          |
| 15:30 UTC+1             |       | FIFA Reporte CAF Reporte |      | Árbitro(s): Ghead Grisha          | Árbitro(s): Ghead Grisha |

### Grupo D
| Selección    | Pts. | PJ | PG | PE | PP | GF | GC | Dif |
| ------------ | ---- | -- | -- | -- | -- | -- | -- | --- |
| Senegal      | 14   | 6  | 4  | 2  | 0  | 10 | 3  | +7  |
| Burkina Faso | 9    | 6  | 2  | 3  | 1  | 10 | 6  | +4  |
| Cabo Verde   | 6    | 6  | 2  | 0  | 4  | 4  | 12 | -8  |
| Sudáfrica    | 4    | 6  | 1  | 1  | 4  | 7  | 10 | -3  |

| 8 de octubre de 2016 | Senegal                  | 2:0 (1:0)                | Cabo Verde | Estadio Léopold Sédar Senghor, Dakar                         |                                                              |
| 20:00 UTC±0          | Baldé Diao 24' · Sow 80' | FIFA Reporte CAF Reporte |            | Asistencia: 53 000 espectadores Árbitro(s): Youssef Essrayri | Asistencia: 53 000 espectadores Árbitro(s): Youssef Essrayri |

| 8 de octubre de 2016 | Burkina Faso | 1:1 (0:0)                | Sudáfrica  | Estadio del 4 de Agosto, Uagadugú                          |                                                            |
| 18:00 UTC±0          | Diawara 89'  | FIFA Reporte CAF Reporte | Furman 80' | Asistencia: 35 000 espectadores Árbitro(s): Rédouane Jiyed | Asistencia: 35 000 espectadores Árbitro(s): Rédouane Jiyed |

| 12 de noviembre de 2016 | Cabo Verde | 0:2 (0:2)                | Burkina Faso           | Estadio Nacional de Cabo Verde, Praia                    |                                                          |
| 16:00 UTC-1             |            | FIFA Reporte CAF Reporte | Dayo 2' · Nakoulma 28' | Asistencia: 5000 espectadores Árbitro(s): Ali Lemghaifry | Asistencia: 5000 espectadores Árbitro(s): Ali Lemghaifry |

| 12 de noviembre de 2016 | Sudáfrica                          | Anulado                  | Senegal    | Estadio Peter Mokaba, Polokwane                            |                                                            |
| 15:00 UTC+2             | Hlatshwayo 42' (pen.) · Serero 45' | FIFA Reporte CAF Reporte | N'Doye 75' | Asistencia: 26 179 espectadores Árbitro(s): Joseph Lamptey | Asistencia: 26 179 espectadores Árbitro(s): Joseph Lamptey |

| 10 de noviembre de 2017 | Sudáfrica | 0:2 (0:2)                | Senegal                       | Estadio Peter Mokaba, Polokwane |                           |
| 19:00 UTC+2             |           | FIFA Reporte CAF Reporte | Sakho 12' · Mkhize 38' (a.g.) | Árbitro(s): Janny Sikazwe       | Árbitro(s): Janny Sikazwe |

| 1 de septiembre de 2017 | Cabo Verde                | 2:1 (2:1)                | Sudáfrica  | Estadio Nacional de Cabo Verde, Praia                       |                                                             |
| 17:30 UTC-1             | Nuno Rocha 33' 38' (pen.) | FIFA Reporte CAF Reporte | Rantie 14' | Asistencia: 4000 espectadores Árbitro(s): Mehdi Abid Cahref | Asistencia: 4000 espectadores Árbitro(s): Mehdi Abid Cahref |

| 2 de septiembre de 2017 | Senegal | 0:0                      | Burkina Faso | Estadio Léopold Sédar Senghor, Dakar                     |                                                          |
| 20:00 UTC±0             |         | FIFA Reporte CAF Reporte |              | Asistencia: 42 901 espectadores Árbitro(s): Joshua Bondo | Asistencia: 42 901 espectadores Árbitro(s): Joshua Bondo |

| 5 de septiembre de 2017 | Burkina Faso                 | 2:2 (1:1)                | Senegal             | Estadio del 4 de Agosto, Uagadugú                         |                                                           |
| 18:00 UTC±0             | B. Traoré 8' · A. Traoré 88' | FIFA Reporte CAF Reporte | Sarr 26' · Mané 75' | Asistencia: 35 000 espectadores Árbitro(s): Janny Sikazwe | Asistencia: 35 000 espectadores Árbitro(s): Janny Sikazwe |

| 2 de septiembre de 2017 | Sudáfrica | 1:2 (0:0)                | Cabo Verde        | Estadio Moses Mabhida, Durban                              |                                                            |
| 19:00 UTC+2             | Jali 89'  | FIFA Reporte CAF Reporte | Rodrigues 51' 66' | Asistencia: 15 000 espectadores Árbitro(s): Ferdinand Udoh | Asistencia: 15 000 espectadores Árbitro(s): Ferdinand Udoh |

| 7 de octubre de 2017 | Sudáfrica                          | 3:1 (2:0)                | Burkina Faso  | Estadio Soccer City, Johannesburgo                      |                                                         |
| 15:00 UTC+2          | Jali 2' · Zwane 34' · Vilakazi 47' | FIFA Reporte CAF Reporte | A. Traoré 86' | Asistencia: 10 500 espectadores Árbitro(s): Sidi Alioum | Asistencia: 10 500 espectadores Árbitro(s): Sidi Alioum |

| 7 de octubre de 2017 | Cabo Verde | 0:2 (0:0)                | Senegal                   | Estadio Nacional de Cabo Verde, Praia                    |                                                          |
| 16:30 UTC-1          |            | FIFA Reporte CAF Reporte | Sakho 82' · N'Doye 90'+2' | Asistencia: 14 000 espectadores Árbitro(s): Ghead Grisha | Asistencia: 14 000 espectadores Árbitro(s): Ghead Grisha |

| 14 de noviembre de 2017 | Senegal                     | 2:1 (0:0)                | Sudáfrica | Estadio Léopold Sédar Senghor, Dakar |                                   |
| 19:30 UTC±0             | Nguette 55' · Mbodji 90'+3' | FIFA Reporte CAF Reporte | Tau 65'   | Árbitro(s): Bamlak Tessema Weyesa    | Árbitro(s): Bamlak Tessema Weyesa |

| 14 de noviembre de 2017 | Burkina Faso                             | 4:0 (1:0)                | Cabo Verde | Estadio del 4 de Agosto, Uagadugú |                              |
| 19:30 UTC±0             | Nakoulma 45'+1' 58' 62' · Diawara 90'+4' | FIFA Reporte CAF Reporte |            | Árbitro(s): Youssef Essrayri      | Árbitro(s): Youssef Essrayri |

### Grupo E
| Selección | Pts. | PJ | PG | PE | PP | GF | GC | Dif |
| --------- | ---- | -- | -- | -- | -- | -- | -- | --- |
| Egipto    | 13   | 6  | 4  | 1  | 1  | 8  | 4  | +4  |
| Uganda    | 9    | 6  | 2  | 3  | 1  | 3  | 2  | +1  |
| Ghana     | 7    | 6  | 1  | 4  | 1  | 7  | 5  | +2  |
| Congo     | 2    | 6  | 0  | 2  | 4  | 5  | 12 | -7  |

| 7 de octubre de 2016 | Ghana | 0:0                      | Uganda | Estadio Tamale, Tamale                                     |                                                            |
| 15:30 UTC±0          |       | FIFA Reporte CAF Reporte |        | Asistencia: 6500 espectadores Árbitro(s): Mohamed El Fadil | Asistencia: 6500 espectadores Árbitro(s): Mohamed El Fadil |

| 9 de octubre de 2016 | Congo    | 1:2 (1:1)                | Egipto                  | Stade Municipal de Kintélé, Brazaville                    |                                                           |
| 15:30 UTC+1          | Doré 24' | FIFA Reporte CAF Reporte | M. Salah 41' · Said 58' | Asistencia: 27 000 espectadores Árbitro(s): Denis Dembele | Asistencia: 27 000 espectadores Árbitro(s): Denis Dembele |

| 12 de noviembre de 2016 | Uganda   | 1:0 (1:0)                | Congo | Estadio Nacional Nelson Mandela, Kampala                      |                                                               |
| 16:00 UTC+3             | Miya 17' | FIFA Reporte CAF Reporte |       | Asistencia: 25 000 espectadores Árbitro(s): Mehdi Abid Charef | Asistencia: 25 000 espectadores Árbitro(s): Mehdi Abid Charef |

| 13 de noviembre de 2016 | Egipto                         | 2:0 (1:0)                | Ghana | Estadio Borg El Arab, Alejandría                               |                                                                |
| 18:00 UTC+2             | M. Salah 42' (pen.) · Said 85' | FIFA Reporte CAF Reporte |       | Asistencia: 70 000 espectadores Árbitro(s): Eric Otogo-Castane | Asistencia: 70 000 espectadores Árbitro(s): Eric Otogo-Castane |

| 31 de agosto de 2017 | Uganda   | 1:0 (0:0)                | Egipto | Estadio Nacional Nelson Mandela, Kampala                   |                                                            |
| 16:00 UTC+3          | Okwi 51' | FIFA Reporte CAF Reporte |        | Asistencia: 30 000 espectadores Árbitro(s): Ali Lemghaifry | Asistencia: 30 000 espectadores Árbitro(s): Ali Lemghaifry |

| 1 de septiembre de 2017 | Ghana      | 1:1 (0:1)                | Congo       | Estadio Baba Yara, Kumasi                                    |                                                              |
| 15:30 UTC±0             | Partey 86' | FIFA Reporte CAF Reporte | Bifouma 18' | Asistencia: 30 000 espectadores Árbitro(s): Youssef Essrayri | Asistencia: 30 000 espectadores Árbitro(s): Youssef Essrayri |

| 5 de septiembre de 2017 | Egipto      | 1:0 (1:0)                | Uganda | Estadio Borg El Arab, Alejandría                         |                                                          |
| 20:00 UTC+2             | M. Salah 6' | FIFA Reporte CAF Reporte |        | Asistencia: 60 000 espectadores Árbitro(s): Victor Gomes | Asistencia: 60 000 espectadores Árbitro(s): Victor Gomes |

| 5 de septiembre de 2017 | Congo     | 1:5 (1:3)                | Ghana                               | Stade Municipal de Kintélé, Brazaville                     |                                                            |
| 15:30 UTC+1             | Illoy 43' | FIFA Reporte CAF Reporte | Boakye 22' 47' 84' · Partey 26' 68' | Asistencia: 14 379 espectadores Árbitro(s): Rédouane Jiyed | Asistencia: 14 379 espectadores Árbitro(s): Rédouane Jiyed |

| 7 de octubre de 2017 | Uganda | 0:0                      | Ghana | Estadio Nacional Nelson Mandela, Kampala                   |                                                            |
| 16:00 UTC+3          |        | FIFA Reporte CAF Reporte |       | Asistencia: 35 000 espectadores Árbitro(s): Daniel Bennett | Asistencia: 35 000 espectadores Árbitro(s): Daniel Bennett |

| 8 de octubre de 2017 | Egipto                     | 2:1 (0:0)                | Congo     | Estadio Borg El Arab, Alejandría                           |                                                            |
| 19:00 UTC+2          | M. Salah 62' 90'+4' (pen.) | FIFA Reporte CAF Reporte | Bouka 87' | Asistencia: 75 000 espectadores Árbitro(s): Bakary Gassama | Asistencia: 75 000 espectadores Árbitro(s): Bakary Gassama |

| 12 de noviembre de 2017 | Congo      | 1:1 (1:1)                | Uganda     | Estadio Alphonse Massemba-Débat, Brazaville |                              |
| 15:30 UTC+1             | Baudry 10' | FIFA Reporte CAF Reporte | Karisa 11' | Árbitro(s): Mohamed El Fadil                | Árbitro(s): Mohamed El Fadil |

| 12 de noviembre de 2017 | Ghana     | 1:1 (0:0)                | Egipto        | Estadio Baba Yara, Kumasi   |                             |
| 15:30 UTC±0             | Gyasi 64' | FIFA Reporte CAF Reporte | Shikabala 61' | Árbitro(s): Malang Diedhiou | Árbitro(s): Malang Diedhiou |